# James Durrant
James Robert Durrant est professeur de photochimie à la faculté des sciences naturelles, département de chimie de l'Imperial College de Londres et professeur Sêr Cymru Solar à la faculté d'ingénierie de l'Université de Swansea ,. Il est directeur du centre d'électronique plastique (CPE).

## Biographie
Durrant fait ses études à la Gresham's School dans le Norfolk, à l'Université de Cambridge et à l'Imperial College de Londres, où il obtient un doctorat en 1991 pour des recherches sur le photosystème II utilisant la spectroscopie sous la direction de George Porter et Jim Barber.
Les recherches de Durrant se concentrent sur une gamme d'applications photochimiques, notamment les cellules solaires, la production de carburant solaire et la photocatalyse, les nanomatériaux et l'électronique plastique ,,. Durrant est l'auteur de plus de 400 publications  se concentrant sur la cinétique des porteurs de charge qui déterminent les matériaux et la fonction du dispositif.
Durrant enseigne la Chimie physique à l'Imperial College de Londres et est impliqué dans le SPECIFIC Innovation and Knowledge Center (IKC) de l'Université de Swansea.
En 1994, il reçoit la médaille et du prix Meldola par la Royal Society of Chemistry . En 2009, il est récompensé par le prix de l'environnement de la Royal Society of Chemistry  et en 2012 par le prix Tilden par la Royal Society of Chemistry .
En 2017, il est élu membre de la Royal Society (FRS)  pour ses contributions à la recherche en photochimie de nouveaux matériaux à utiliser dans la conversion de l'énergie solaire - ciblant spécifiquement à la fois les cellules solaires dans les systèmes photovoltaïques  et l'énergie solaire pour alimenter la photosynthèse artificielle . En 2018, il reçoit la médaille Hughes par la Royal Society . Durrant est nommé Commandeur de l'Ordre de l'Empire britannique (CBE) lors de l'anniversaire de 2022 pour ses services à la photochimie et à la recherche sur l'énergie solaire.